# اقتصاد املاک و مستغلات

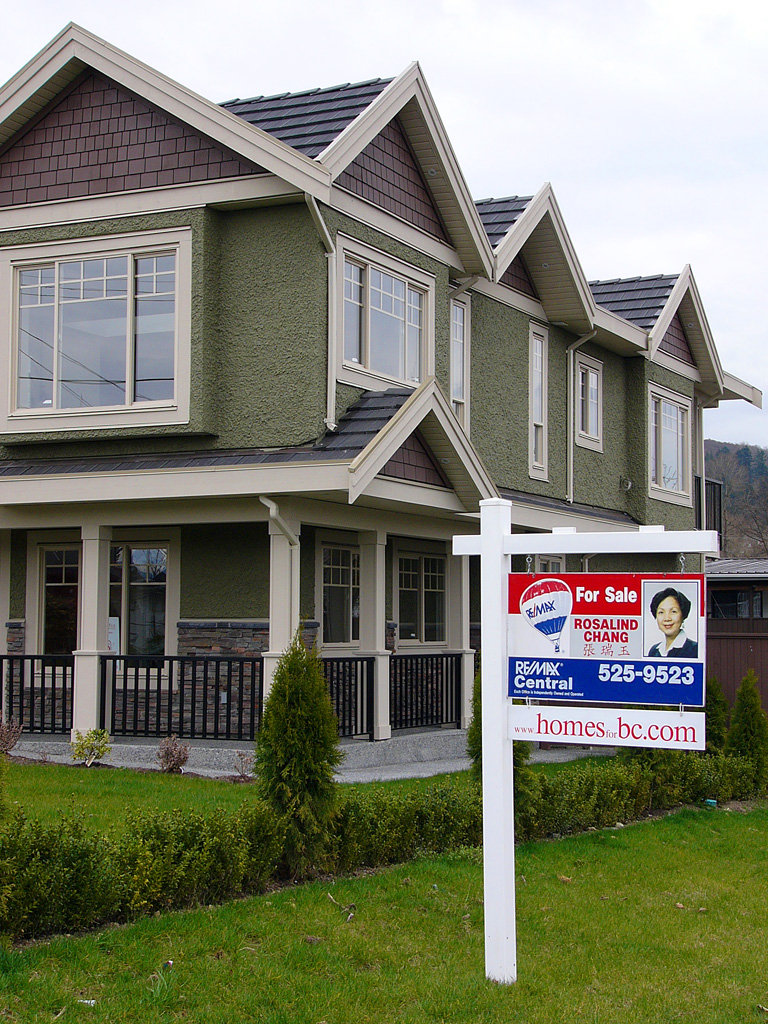
اقتصاددانان املاک و مستغلات تجزیه و تحلیل عرضه، تقاضا و قیمت گذاری در املاک و مستغلات.

اقتصاد املاک و مستغلات کاربرد تکنیک‌های اقتصادی در بازارهای املاک و مستغلات است. این مقوله سعی دارد الگوهای قیمت، عرضه و تقاضا را توصیف، توضیح و پیش‌بینی کند. زمینه نزدیک اقتصاد مسکن با تمرکز بر بازارهای املاک و مستغلات مسکونی، از دامنه باریک تری برخوردار است، در حالی که تحقیقات از روند معاملات املاک و مستغلات بر روی تجارت و تغییرات ساختاری مؤثر در صنعت متمرکز است. هر دو مورد تجزیه و تحلیل تعادل جزئی (عرضه و تقاضا)، اقتصاد شهری، اقتصاد فضایی، تحقیقات اساسی و گسترده، نظرسنجی‌ها و امور مالی را ترسیم می‌کنند.

## نمای کلی از بازارهای املاک و مستغلات
شرکت کنندگان اصلی در بازارهای املاک و مستغلات عبارتند از:
- کاربر: این افراد صاحب و مستأجر هستند. آنها خانه‌ها یا املاک تجاری را به عنوان یک سرمایه خریداری می‌کنند و همچنین به عنوان یک تجارت در آن زندگی می‌کنند یا از آن استفاده می‌کنند. مشاغل ممکن است برای استفاده از زمین به ساختمانها نیاز داشته باشند یا نباشند. زمین را می‌توان به روش‌های دیگر مانند کشاورزی، جنگلداری یا معدن استفاده کرد.
- مالک: این افراد سرمایه‌گذار خالص هستند. آنها املاک و مستغلات خریداری شده را مصرف نمی‌کنند. به‌طور معمول آنها املاک را به شخص دیگری اجاره می‌دهند.
- اجاره دهنده: این افراد مصرف‌کننده خالص هستند.
- توسعه دهندگان: این افراد زمین خام را برای ساخت و ساز آماده می‌کنند که در نتیجه محصولات جدیدی برای بازار به وجود می‌آید.
- نوسازندگان: این افراد ملک‌های بازسازی شده را به بازار عرضه می‌کنند.
- تسهیل‌کننده‌ها: این گروه شامل بانک‌ها، کارگزاران املاک و مستغلات، وکلا، تنظیم کننده‌های دولت و سایر مواردی است که خرید و فروش املاک را تسهیل می‌کند.

انتخاب کاربران، مالکان و اجاره فروشان، تقاضای بازار را تشکیل می‌دهد، در حالی که انتخاب مالکان، توسعه دهندگان و نوآوران عرضه را تشکیل می‌دهد. به منظور استفاده از تجزیه و تحلیل ساده عرضه و تقاضا در بازارهای املاک و مستغلات، باید تعداد زیادی از تغییرات در فرضیات استاندارد و رویه‌های خرد اقتصادی انجام شود. به ویژه، باید ویژگی‌های منحصر به فرد بازار املاک و مستغلات را در خود جای داد. این خصوصیات شامل موارد زیر است:
- دوام : املاک و مستغلات با دوام است. یک ساختمان می‌تواند چندین دهه یا حتی قرن‌ها پایدار باشد و زمینی که زیر آن قرار دارد عملاً غیرقابل تخریب است. به همین دلیل، بازارهای املاک و مستغلات به عنوان یک بازار سهام / جریان الگوسازی می‌شوند. اگرچه این نسبت با گذشت زمان بسیار متغیر است، اما بخش اعظم تأمین ساختمان از سهام ساختمانهای موجود تشکیل شده‌است، در حالی که بخش کوچکی از جریان توسعه جدید تشکیل شده‌است. سهام عرضه املاک و مستغلات در هر دوره با توجه به موجودی موجود در دوره قبل، میزان وخامت سهام موجود، میزان نوسازی سهام موجود و جریان توسعه جدید در دوره فعلی تعیین می‌شود. اثر تعدیل بازار املاک و مستغلات توسط سهام نسبتاً زیاد ساختمانهای موجود کاهش می‌یابد.
- ناهمگونی. هر واحد املاک و مستغلات از نظر موقعیت مکانی، ساختمان و تأمین اعتبار آن بی نظیر است. این امر قیمت گذاری را دشوار می‌کند، هزینه‌های جستجو را افزایش می‌دهد، عدم تقارن اطلاعات را ایجاد می‌کند و جایگزینی را به شدت محدود می‌کند. برای حل این مشکل، اقتصاددانان، با شروع موت (۱۹۶۰)، عرضه را از نظر واحدهای خدماتی تعریف می‌کنند. یعنی هر واحد بدنی را می‌توان در خدماتی که ارائه می‌دهد تجزیه کرد. اولسن (۱۹۶۹) این واحدهای خدمات مسکن را یک ساختار نظری غیرقابل نظارت توصیف می‌کند. سهام مسکن کاهش ارزش پیدا می‌کند و از نظر کیفی با ساختمان‌های جدید تفاوت دارد. فرایند متعادل کننده بازار در چندین سطح کیفی انجام می‌شود. علاوه بر این، بازار املاک و مستغلات به‌طور معمول به بخش‌های مسکونی، تجاری و صنعتی تقسیم می‌شود. همچنین می‌توان به زیر شاخه‌هایی همچون تفریحی، درآمدزا، تاریخی یا محافظت شده و نظایر آن تقسیم شد.
- هزینه‌های بالای معاملات خرید و / یا انتقال به یک خانه بسیار بیشتر از بیشتر معاملات انجام می‌شود. هزینه‌ها شامل هزینه‌های جستجو، هزینه‌های املاک و مستغلات، هزینه‌های جابجایی، هزینه‌های حقوقی، مالیات انتقال زمین و هزینه‌های ثبت نام می‌باشد. هزینه‌های معامله برای فروشنده معمولاً بین ۱٫۵ تا ۶ درصد از قیمت خرید است. در برخی از کشورهای قاره اروپا، هزینه معاملات برای خریدار و فروشنده می‌تواند بین ۱۵ تا ۲۰ درصد باشد.
- تأخیر طولانی مدت روند تنظیم بازار به دلیل مدت زمانی که برای تأمین اعتبار، طراحی و ساخت سازهٔ جدید لازم است و همچنین به دلیل سرعت نسبتاً کند تغییر میزان تقاضا منجر به تأخیر زمان است. به دلیل این تاخیرها، در کوتاه مدت پتانسیل زیادی برای عدم تعادل وجود دارد. مکانیسم‌های تنظیم نسبت به بازارهای روان، کندتر هستند.
- هم سرمایه‌گذاری خوب است و هم کالای مصرفی. املاک و مستغلات را می‌توان با انتظار دستیابی به بازپرداخت (کالای سرمایه‌گذاری) با هدف استفاده از آن (کالای مصرفی) یا هر دو خریداری کرد. این عملکردها ممکن است از هم جدا شوند (با تمرکز فعالان بازار بر روی یک یا عملکرد دیگر) یا ترکیب شوند (در مورد شخصی که در خانه ای زندگی می‌کند که صاحب آن است). این طبیعت دوگانه جالب بدان معنی است که برای مردم بیش از حد سرمایه‌گذاری کردن در املاک و مستغلات غیر معمول نیست - یعنی سرمایه‌گذاری بیشتر از یک دارایی از ارزش آن در بازار آزاد.
- عدم تحرک املاک و مستغلات از لحاظ مکانی ثابت هستند (صرفه جویی در خانه‌های سیار، اما زمینی که در زیر آنها قرار دارد هنوز بی حرکت است). به همین دلیل، هیچ بازار فیزیکی وجود ندارد. این ثبات فضایی به این معنی است که تعدیل بازار باید توسط افرادی انجام شود که به واحدهای مسکونی منتقل می‌شوند و نه حرکت کالا. به عنوان مثال، اگر سلیقه تغییر کند و افراد بیشتری خواستار خانه‌های حومه ای باشند، مردم باید مسکن را در حومه شهر پیدا کنند، زیرا آوردن خانه و قطعه موجود آنها به حومه غیرممکن است ثبات مکانی همراه با نزدیکی واحدهای مسکونی در مناطق شهری، پتانسیل خارجی بودن ذاتی در یک مکان مشخص را نشان می‌دهد.

## تقاضای مسکن
عوامل اصلی تعیین‌کننده تقاضا برای مسکن جمعیتهستند. اما عوامل دیگر مانند درآمد، قیمت مسکن، هزینه و در دسترس بودن اعتبار، ترجیحات مصرف‌کننده، ترجیحات سرمایه‌گذار، قیمت جایگزین‌ها و قیمت مکمل‌ها، همه نقش دارند.
متغیرهای اصلی جمعیتی اندازه جمعیت و رشد جمعیت است: هرچه افراد در اقتصاد بیشتر باشند، تقاضا برای مسکن بیشتر می‌شود. اما این ساده کردن بیهوده است. لازم است اندازه خانواده، ترکیب سنی خانواده، تعداد فرزندان اول و دوم، مهاجرت خالص (مهاجرت به خارج منهای مهاجرت به داخل)، تشکیل خانوار غیر خانواده، تعداد خانواده‌های دو خانواده، تعداد مرگ و میر، میزان طلاق در نظر گرفته شود، و ازدواج. در اقتصاد مسکن، واحد اصلی تجزیه و تحلیل فرد نیست، همان‌طور که در مدل‌های استاندارد تعادل جزئی وجود دارد. در عوض، این خانواده‌ها هستند که خواستار خدمات مسکن هستند: به‌طور معمول یک خانوار در هر خانه. اندازه و ترکیب جمعیتی خانوارها متغیر است و کاملاً برون زا نیست. این امر در بازار مسکن درونزا است به این معنا که با افزایش قیمت خدمات مسکن، اندازه خانوارها نیز افزایش می‌یابد. 
درآمد نیز تعیین‌کننده مهمی است. اقدامات تجربی میزان کشش درآمد تقاضا در آمریکای شمالی از ۰٫۵ تا ۰٫۹ متغیر است (De Leeuw 1971). اگر میزان ارتجاعی درآمدهای دائمی اندازه‌گیری شود، نتایج کمی بالاتر است (Kain and Quigley 1975) زیرا درآمد گذرا از سال به سال دیگر و در افراد متفاوت است، بنابراین درآمد گذرا مثبت تمایل به لغو درآمد منفی گذرا خواهد داشت. بسیاری از اقتصاددانان مسکن به دلیل هزینه بالای خرید املاک و مستغلات از درآمد دائم و نه درآمد سالانه استفاده می‌کنند. برای بسیاری از افراد، املاک و مستغلات گرانترین کالایی است که تاکنون خریداری می‌کنند.
قیمت مسکن نیز یک عامل مهم است. کشش قیمتی تقاضا برای خدمات مسکن در آمریکای شمالی توسط پولینسکی و الوود (۱۹۷۹) ۰٫۷ منفی، و توسط مایزل، برنام و آستین (۱۹۷۱) ۰٫۹ منفی تخمین زده شده‌است.
تقاضای مسکن یک فرد خانگی را می‌توان با نظریه استاندارد ابزار / انتخاب مدل‌سازی کرد. یک تابع ابزار مانند U = U (X1، X2، X3، X4 ، . . Xn)، قابل ساخت است که در آن ابزار خانگی یک تابعی از کالاها و خدمات مختلف (Xs) است. این موضوع محدودیت بودجه ای مانند P1X1 + P2X2 + خواهد داشت. . . PnXn = Y , Y که درآمد در دسترس خانوار و PS است قیمت کالاها و خدمات مختلف است. برابری بیانگر این است که پولی که برای کلیه کالاها و خدمات صرف می‌شود باید برابر با درآمد موجود باشد. از آنجا که این غیر واقعی است، مدل باید تنظیم شود تا امکان استقراض و پس‌انداز فراهم شود. اندازه‌گیری ثروت، درآمد مادام العمر یا درآمد دائمی لازم است. این مدل همچنین باید تنظیم شود تا ناهمگونی املاک را به خود اختصاص دهد. این کار را می‌توان با ساختارشکنی عملکرد ابزار انجام داد. اگر خدمات مسکن (X4) به اجزای تشکیل دهنده آن جدا شوند (Z1، Z2، Z3، Z4، . . Zn)، تابع ابزار می‌تواند به صورت U = U (X1، X2، X3، (Z1، Z2، Z3، Z4، بازنویسی شود). . . روی) . . Xn) با تغییر قیمت خدمات مسکن (X4) و حل برای نقاط مطلوب ابزار، می‌توان برنامه تقاضای خانوار برای خدمات مسکن را تهیه کرد. تقاضای بازار با جمع کردن کلیه تقاضای خانه‌های شخصی محاسبه می‌شود.

## تأمین مسکن

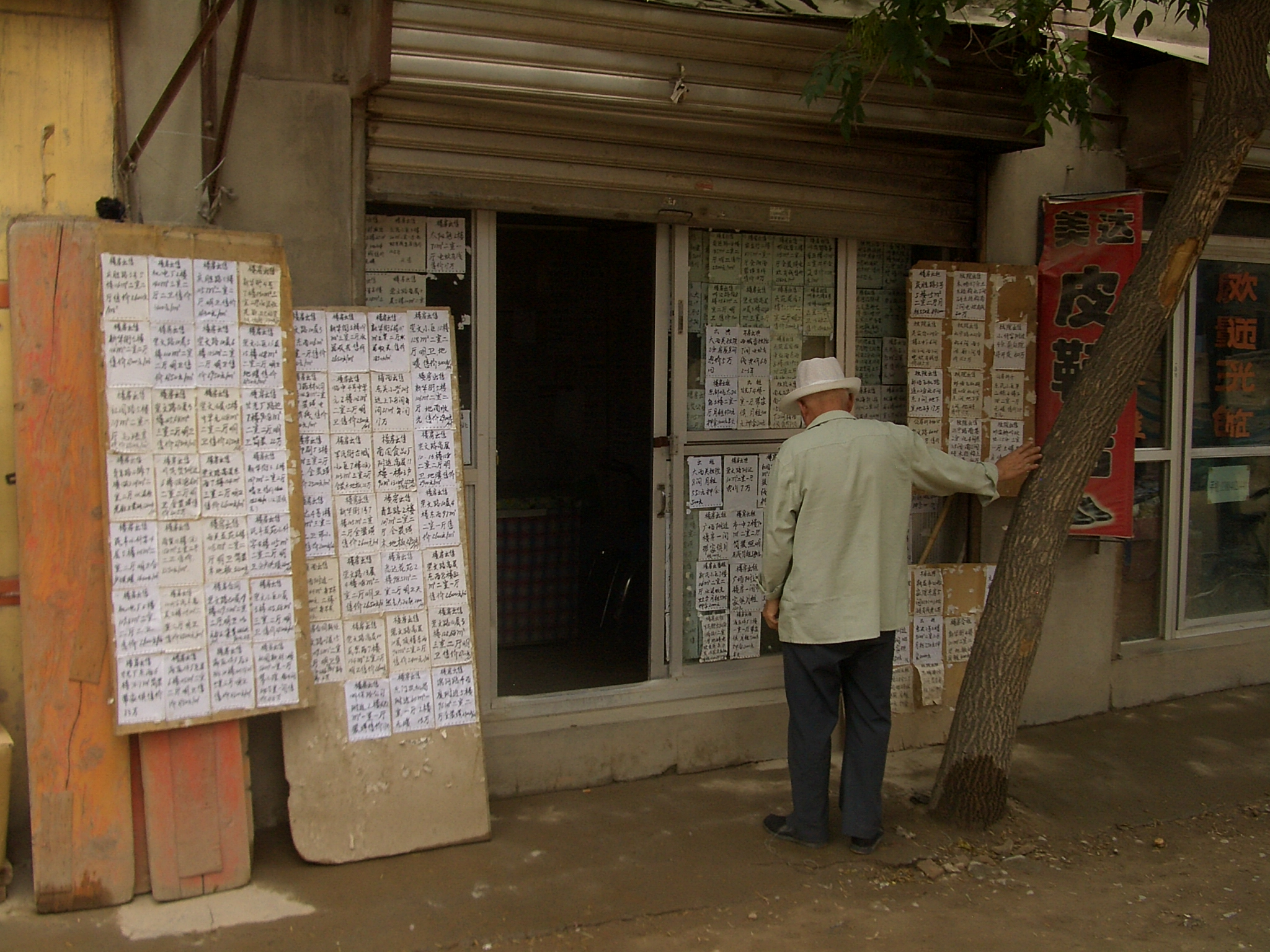
مشتری در حال بازدید از لیست‌های املاک و مستغلات در دفتر نمایندگی در شهر Linxia، چین

توسعه دهندگان با استفاده از زمین، نیروی کار و ورودی‌های مختلف مانند برق و مصالح ساختمانی، مسکن را تولید می‌کنند. مقدار عرضه جدید با هزینه این ورودی‌ها، قیمت سهام موجود در خانه‌ها و فناوری تولید تعیین می‌شود. برای یک خانه معمولی تک خانواده ای در حومه آمریکای شمالی می‌توان درصد تقریبی هزینه را به شرح زیر اختصاص داد: هزینه‌های کسب، ۱۰٪؛ هزینه‌های بهبود سایت، ۱۱٪؛ هزینه‌های کارگری، ۲۶٪؛ هزینه مواد، ۳۱٪؛ هزینه‌های مالی، ۳٪؛ هزینه‌های اداری، ۱۵٪؛ و هزینه‌های بازاریابی، ۴٪ خانه‌های مسکونی چند واحدی به‌طور معمول به شرح زیر تقسیم می‌شوند: هزینه‌های کسب، ۷٪؛ هزینه‌های بهبود سایت، ۸٪؛ هزینه‌های نیروی کار، ۲۷٪؛ هزینه مواد، ۳۳٪؛ هزینه‌های مالی، ۳٪؛ هزینه‌های اداری، ۱۷٪؛ و هزینه‌های بازاریابی، ۵٪ الزامات زیرمجموعه عمومی بسته به صلاحیت می‌تواند هزینه‌های توسعه را تا ۳٪ افزایش دهد. تفاوت در کدهای ساختمان حدود ۲٪ تغییر در هزینه‌های توسعه را شامل می‌شود. با این حال، این زیر هزینه‌ها و هزینه‌های کد ساختمان به‌طور معمول ارزش بازار ساختمانها را حداقل میزان هزینه هزینه آنها افزایش می‌دهد. یک تابع تولید مانند Q = f (L، N , M) قابل ساخت است که در آن Q تعداد خانه‌های تولید شده، N مقدار کار اشتغال، L مقدار زمین مورد استفاده و M مقدار است مواد دیگر. با این حال، این عملکرد تولید باید تنظیم شود تا بهسازی و تقویت ساختمانهای موجود پاسخ دهد. برای این کار، یک تابع تولید دوم ساخته شده‌است که شامل سهام مسکن موجود و سن آنها به عنوان تعیین‌کننده است. این دو عملکرد خلاصه می‌شوند و عملکرد کل تولید را به دست می‌آورند. از طرف دیگر، یک مدل قیمت گذاری هادونیک می‌تواند رگرسیون شود.
کشش قیمت عرضه در دراز مدت بسیار بالا است. جورج فالسیس (۱۹۸۵) آن را ۸٫۲ تخمین می‌زند، اما در کوتاه مدت، تولید بسیار نامتغیر است. خاصیت ارتجاعی قیمت عرضه بستگی به خاصیت انعطاف‌پذیری و محدودیت‌های عرضه دارد. جایگزینی قابل توجهی، هم بین زمین و مواد و هم بین کار و مواد وجود دارد. در مکانهای با ارزش بالا، توسعه دهندگان می‌توانند ساختمانهای بتونی چند طبقه را بسازند تا میزان زمین گرانقیمت مورد استفاده را کاهش دهند. از آنجا که هزینه‌های کار از دهه ۵۰ افزایش یافته‌است، از مواد جدید و تکنیک‌های فشرده سرمایه برای کاهش میزان نیروی کار استفاده شده‌است. با این حال، محدودیت‌های عرضه می‌تواند به‌طور قابل توجهی در جایگزینی تأثیر بگذارد. به ویژه، عدم تأمین نیروی کار ماهر (و الزامات اتحادیه کارگری) می‌تواند جایگزینی را از سرمایه به نیروی کار محدود کند. در صورت مشخص شدن مساحت مورد علاقه، دسترسی به اراضی نیز می‌تواند جایگزین شود (یعنی هر چه مساحت بزرگتر باشد، تأمین کنندگان زمین بیشتر و جایگزینی بیشتری نیز ممکن است). کنترل کاربری اراضی مانند آئین‌نامه‌های پهنه بندی نیز می‌تواند جایگزینی زمین را کاهش دهد.

## مکانیسم تنظیم
مکانیسم تنظیم اولیه یک الگوی سهام / جریان است تا منعکس کننده این واقعیت باشد که در حدود ۹۸٪ بازار موجود قدیمی و حدود ۲٪ جریان ساختمان‌های جدید است.
در نمودار مجاور، سهام عرضه مسکن در پانل سمت چپ ارائه می‌شود در حالی که جریان جدید در پانل سمت راست قرار دارد. در مکانیسم تنظیم اولیه چهار مرحله وجود دارد. اول، قیمت تعادل اولیه (Ro) با تقاطع عرضه سهام مسکن موجود (SH) و تقاضای مسکن (D) تعیین می‌شود. سپس این اجاره از طریق تخفیف جریان‌های نقدی به ارزش (Vo) ترجمه می‌شود. ارزش با تقسیم اجاره بهاء دوره جاری بر نرخ تخفیف محاسبه می‌شود، که یعنی دائمی تلقی می‌شود. سپس ارزش به منظور تعیین اینکه آیا فرصت‌های سودآور برای توسعه دهندگان وجود دارد، با هزینه‌های ساخت و ساز (CC) مقایسه می‌شود. تقاطع هزینه ساخت و ساز و ارزش خدمات مسکن، حداکثر سطح مسکن جدید (HSo) را تعیین می‌کند. سرانجام میزان ساخت مسکن در دوره فعلی به میزان ساخت مسکن در دوره بعدی اضافه می‌شود. در دوره بعدی، منحنی تأمین SH به مقدار HSo به راست منتقل می‌شود.

## تنظیم با استهلاک
نمودار سمت راست اثرات استهلاک را نشان می‌دهد. اگر عرضه مسکن موجود به دلیل فرسودگی بدتر شود، آنگاه سهام عرضه مسکن کاهش می‌یابد. به همین دلیل، عرضه مسکن (SHo) به سمت چپ (به SH1) تغییر می‌یابد و منجر به تقاضای تعادل جدید R1 می‌شود (از آنجا که تعداد خانه‌ها کاهش یافته‌است، اما تقاضا هنوز وجود دارد). افزایش تقاضا از Ro به R1 باعث تغییر عملکرد می‌شود (از Vo به V1). در نتیجه، خانه‌های بیشتری را می‌توان با سود تولید کرد و شروع مسکن افزایش می‌یابد (از HSo به HS1). سپس عرضه مسکن به موقعیت اولیه خود (SH1 به SHo) بازمی‌گردد.

## افزایش تقاضا
نمودار سمت راست اثرات افزایش تقاضا را در کوتاه مدت نشان می‌دهد. اگر افزایش تقاضا برای مسکن وجود داشته باشد، مانند تغییر از Do به D1، یا تعدیل قیمت یا کمیت یا هر دو صورت خواهد گرفت. برای اینکه قیمت یکسان بماند، باید عرضه مسکن افزایش یابد. یعنی، عرضه SHo باید توسط HS افزایش یابد.

## افزایش هزینه‌ها
نمودار سمت راست اثرات افزایش هزینه در کوتاه مدت را نشان می‌دهد. اگر هزینه‌های ساخت و ساز افزایش یابد (از CCo به CC1 بگویید)، توسعه دهندگان تجارت خود را کم سود تر می‌یابند و در سرمایه‌گذاری خود انتخابی تر خواهند بود. علاوه بر این برخی از توسعه دهندگان ممکن است صنعت را ترک کنند. میزان شروع مسکن کاهش می‌یابد (HSo به HS1). این امر در نهایت باعث کاهش سطح عرضه (از SHo تا SH1) می‌شود زیرا موجودی مسکن کاهش می‌یابد. تمایل به افزایش خواهد داشت (از Ro تا R1).

## تأمین مالی املاک و مستغلات
روشهای مختلفی برای تأمین اعتبار املاک و مستغلات وجود دارد: منابع و مؤسسات دولتی و تجاری. یک سازنده خانه یا سازنده دیگر سازه‌ها می‌تواند از انجمن‌های پس‌انداز و وام، بانک‌های تجاری، پس‌انداز، کارگزاران وام‌های رهنی، شرکت‌های بیمه عمر، اتحادیه‌های اعتباری، آژانس‌های فدرال، سرمایه گذاران فردی و سازندگان کمک مالی دریافت کند. 
در طول دهه گذشته، قیمت مسکن هر سال به‌طور متوسط دو رقم در پکن یا شانگهای افزایش یافته‌است. با این حال بسیاری از ناظران و محققان معتقدند که مبانی بخش مسکن، خصوصاً بخش کلان اقتصادی، ممکن است عامل محرک عدم ثبات قیمت مسکن باشد.

### انجمن‌های پس‌انداز و وام
مهمترین هدف این موسسات دادن وام مسکن در مورد املاک مسکونی است. این سازمان‌ها که به عنوان انجمن‌های پس‌انداز، انجمن‌های ساختمان و وام نیز شناخته می‌شوند، بانک‌های تعاونی (در نیو انگلستان) یا انجمن‌های خانگی (در لوئیزیانا)، منبع اصلی کمک‌های مالی به بخش بزرگی از مالکان آمریکا است. به عنوان مؤسسات تأمین مالی خانه، آنها به اقامتگاه‌های یک خانواده توجه اصلی می‌کنند و به دادن وام در این زمینه می‌پردازند
برخی از مهمترین ویژگی‌های انجمن پس‌انداز و وام عبارتند از:
1. عموماً یک مؤسسه تأمین مالی داخلی و محلی است که مدیریت مالی آن داخلی است.
2. پس‌انداز افراد را دریافت می‌کند و از این سرمایه‌ها برای وام‌های بلند مدت استهلاک شده به خریداران خانه استفاده می‌کند.
3. این وام را برای ساخت و ساز، خرید، تعمیر یا بازآفرینی خانه‌ها می دهنو
4. آن‌ها ایالت محور یا فدرال محور هستند

### بانک‌های تجاری
با توجه به تغییر در قوانین و سیاست‌های بانکی، بانک‌های تجاری به‌طور فزاینده ای در تأمین مالی خانه فعالیت می‌کنند. در دستیابی به وام‌های املاک و مستغلات، این موسسات از دو رویه اصلی پیروی می‌کنند:
1. برخی از بانک‌ها دارای ادارات فعال و منظم هستند که وظیفه اصلی آنها رقابت فعال در وام‌های املاک و مستغلات است. در مناطقی که فاقد موسسات مالی تخصصی املاک و مستغلات هستند، این بانک‌ها منبع وام مسکن مسکونی و مزرعه می‌شوند.
2. بانکها وامهای خود را صرفاً با خریدن آنها از وام مسکن یا دلالان خریداری می‌کنند.

علاوه بر این، شرکت‌های خدمات نمایندگی، که در ابتدا برای به دست آوردن وام خودرو برای وام دهندگان دائمی مانند بانک‌های تجاری استفاده می‌شدند، می‌خواستند فعالیت خود را در خارج از منطقه محلی خود گسترش دهند. با این حال، در سال‌های اخیر، چنین شرکت‌هایی تمرکز خود را برای به دست آوردن وام مسکن در خانه برای بانکهای تجاری و انجمنهای پس‌انداز و وام متمرکز کرده‌اند. شرکت‌های خدماتی این وام‌ها را از فروشندگان خرده فروشی، معمولاً بدون مبنای مراجعه دریافت می‌کنند. تقریباً کلیه موافقت نامه‌های بانک یا شرکت خدمات حاوی یک بیمه نامه اعتباری است که در صورت پیش فرض مصرف‌کننده، از وام دهنده محافظت می‌کند.

### بانکهای پس‌انداز
این موسسات مالی سپرده گذاری به صورت فدرال منشور هستند، در درجه اول سپرده‌های مصرف‌کننده را می‌پذیرند و وام مسکن در خانه می‌گیرند.

### بانکداران و کارگزاران وام
بانکداران وام مسکن شرکت‌ها یا اشخاصی هستند که از وام وام مسکن سرچشمه می‌گیرند، آنها را به سرمایه گذاران دیگر می‌فروشند، پرداخت‌های ماهانه را ارائه می‌دهند و ممکن است به عنوان نماینده برای توزیع وجوه مالیات و بیمه عمل کنند.
واسطه‌های وام به صاحبان خانه وامهایی با منابع مختلف وام ارائه می‌دهند. درآمد آنها از وام دهنده وام درست مانند هر بانک دیگری حاصل می‌شود. از آنجا که آنها می‌توانند به انواع وام دهندگان ضربه بزنند، می‌توانند از طریق وام گیرنده خرید کنند و به بهترین شرایط موجود برسند. با وجود قوانینی که می‌تواند به نفع بانک‌های بزرگ باشد، بانکداران و کارگزاران رهنی بازار را به عنوان رقابتی نگه می‌دارند، بنابراین بزرگترین وام دهندگان باید به رقابت در قیمت و خدمات ادامه دهند. طبق گفته دون برنت از Brightgreen Homeloans در بندر پرتقال، فلوریدا، "بانک رهنی و مجاری واسطه ای برای حفظ تعادل رقابتی در صنعت وام ضروری است. بدون آن، بزرگترین وام دهندگان قادر خواهند بود به طور غیرقانونی بر نرخ و قیمت گذاری تأثیر بگذارند، به طور بالقوه به مصرف کننده آسیب می‌رسانند. رقابت، هر سازمانی را در این صنعت سوق می‌دهد تا مرتباً عملکرد خود را بهبود ببخشد، و مصرف کننده در این سناریو برنده باشد. "

### شرکت‌های بیمه عمر
شرکت‌های بیمه عمر منبع دیگری برای کمک مالی هستند. این شرکت‌ها وام املاک و مستغلات را به عنوان یک راه سرمایه‌گذاری وام می‌دهند و اوراق بهادار خود را هر از گاهی تنظیم می‌کنند تا نشان دهنده تغییر شرایط اقتصادی باشد. افرادی که به دنبال وام از یک شرکت بیمه هستند می‌توانند مستقیماً با یک شعبه محلی یا یک کارگزار محلی املاک و مستغلات که به عنوان خبرنگار وام برای یک یا چند شرکت بیمه عمل می‌کند، معامله کنند.

### اتحادیه‌های اعتباری
این مؤسسات مالی تعاونی توسط افرادی تشکیل می‌شود که پیوند مشترکی دارند - به عنوان مثال، کارمندان یک شرکت، اتحادیه کارگری یا یک گروه مذهبی. برخی از اتحادیه‌های اعتباری علاوه بر سایر خدمات مالی وام خانه ارائه می‌دهند.

### آژانس‌های پشتیبانی شده فدرال
تحت شرایط خاص و محدودیت‌های صندوق، اداره جانبازان (VA) مستقیماً به جانبازان معتبر در مناطق کمبود اعتبار مسکن تعیین شده توسط مدیر VA وام می‌دهد. چنین مناطقی عموماً شهرها و شهرهایی روستایی و کوچک هستند که در نزدیکی کلان‌شهرها یا مناطق رفت‌وآمد شهرهای بزرگ قرار ندارند - مناطقی که وام GI از موسسات خصوصی در دسترس نیست.
آژانس‌های مورد حمایت فدرال که در اینجا به آنها اشاره شده‌است، به اصطلاح وام دهندگان لایه دوم نیستند که پس از ترتیب وام بین مؤسسه وام دهنده و خریدار خانه شخصی، وارد صحنه شوند.

### سرمایه‌گذاری املاک و مستغلات اعتماد دارد
امانت‌های سرمایه‌گذاری در املاک و مستغلات (REITs)، که از زمانی که قانون اعتماد سرمایه‌گذاری املاک و مستغلات از اول ژانویه ۱۹۶۱ به مرحله اجرا درآمد، آغاز شد، در دسترس هستند. REITs، مانند انجمن پس‌انداز و وام، متعهد به وام دهی به املاک و مستغلات هستند و می‌توانند و در خدمت به بازار ملی املاک و مستغلات باشند، اگرچه برخی از تخصص‌ها در فعالیت‌های آنها رخ داده‌است.
در ایالات متحده، REITs به‌طور کلی مالیات بر درآمد فدرال را پرداخت می‌کنند یا پرداخت نمی‌کنند، اما مشمول تعدادی از الزامات ویژه مندرج در قانون درآمد داخلی هستند که یکی از آنها الزام توزیع سالانه حداقل ۹۰٪ از درآمد مشمول مالیات آنها در کشور است که درشکل سود سهام به سهامداران صورت می‌گیرد.

### سایر منابع
سرمایه گذاران انفرادی یک منبع پول نسبتاً بزرگ اما تا حدودی رو به کاهش را برای وام مسکن در خانه تشکیل می‌دهند. ناظران باتجربه ادعا می‌کنند که این وام دهندگان تعهدات کوتاه مدت را ترجیح می‌دهند و معمولاً وام‌های خود را به کمتر از دو سوم ارزش دارایی مسکونی محدود می‌کنند. به همین ترتیب، درصورتی که خریدار نتواند مبلغ کل پیش پرداخت را بالاتر از اولین وام مسکن پیشنهادی دریافت کند، پیمانکاران ساختمان در صورت پرداخت جزئی از قیمت ساخت خانه، وام‌های دوم را قبول می‌کنند.
علاوه بر این، صاحبان خانه یا سازندگان می‌توانند با استفاده از FSBO، پول خود را پس‌انداز کنند تا هزینه اضافی پرداخت نکنند.

## یادداشت
1. ↑  Deng, Yongheng; Girardin, Eric; Joyeux, Roselyne (2018). "Fundamentals and the volatility of real estate prices in China: A sequential modelling strategy" (PDF). China Economic Review. 48: 205–222. doi:10.1016/j.chieco.2016.10.011. Archived from the original (PDF) on 8 August 2017. Retrieved 13 January 2020.
2. 1 2 3 4 5 6 7 8 9 10 11  Mishler, Lon; Cole, Robert E. (1995). Consumer and business credit management. Homewood: Irwin. pp. 123–128. ISBN 978-0-256-13948-8.